# Mírov
Mírov är en ort i Tjeckien.   Den ligger i regionen Olomouc, i den östra delen av landet, 180 km öster om huvudstaden Prag. Mírov ligger 399 meter över havet och antalet invånare är 418.
Terrängen runt Mírov är kuperad västerut, men österut är den platt. Terrängen runt Mírov sluttar österut. Runt Mírov är det ganska glesbefolkat, med 27 invånare per kvadratkilometer. Närmaste större samhälle är Mohelnice, 5,7 km öster om Mírov. I omgivningarna runt Mírov växer i huvudsak blandskog.